# La Marjolaine

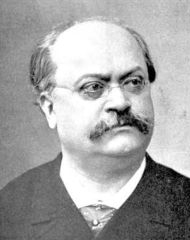
Charles Lecocq

La Marjolaine är en opéra bouffe i tre akter med musik av Charles Lecocq och libretto av Eugène Leterrier och Albert Vanloo, det tredje samarbetet mellan de tre. Den hade premiär på Théâtre de la Renaissance i Paris den 3 februari 1877 och hade en hyfsad framgång med 177 föreställningar. Verket sattes upp i Europa, Storbritannien och USA de följande åren.
Handlingen utspelas i 1500-talets Flandern och rör sig kring ett lömskt och slutligen misslyckat försök att förstöra en ärbar kvinnas rykte. Huvudrollen kreerades i originaluppsättningen av Jeanne Granier, som sjöng huvudrollerna i flera av Lecocqs operetter på 1870-talet.

## Historia och premiär
Efter att ha flyttat tillbaka till Paris efter åren i Bryssel blev Lecocq intimt associerad med Théâtre de la Renaissance, vilken leddes av Victor Koning, medförfattare till hans största succé: La Fille de Madame Angot. La Marjolaine var Lecocqs tredje verk för Renaissance.
Han var en produktiv kompositör och hans mer framgångsrika succéer såsom La Fille de Madame Angot och Giroflé-Girofla  blandades med verk som inte tilltalade publiken. En allmänt sympatisk artikel om honom i musikpressen karaktäriserade honom som "en man som skrev under sin värdighet och mer för att bli förmögen". Efter succén med La Petite Mariée, vilken spelades 212 gånger på Renaissance åren 1875–1876, följde han upp den med Kosiki, ett skämtsamt orientaliskt stycke som spelades 75 gånger 1876.
Kosiki är mindre komisk än Lecocqa övriga verk och för sin nästa operett valde han en mer vågad historia. Eugène Leterrier och Albert Vanloo skrev ett libretto med ekon från handlingen i Shakespeares drama Cymbeline, om en trogen hustru som blir offer för en sammansvärjning som falskeligen attackerar hennes heder. Koning och Lecocq senarelade uppsättningen tills deras stjärnsopran Jeanne Granier hade återvänt till Paris från Sankt Petersburg, där hon hade uppträtt en säsong. Operetten hade premiär den 3 februari 1877. Den blev en kassasuccé, även om den inte slog rekordet hos La Fille de Madame Angot. Den spelades 117 gånger fram till sommaruppehållet. Det var allmänt förväntat att La Marjolaine skulle öppna höstsäsongen i september, men i stället fick Kosiki nypremiär och spelades över 100 gånger.

## Senare uppsättningar
Den första uppsättningen utanför Frankrike skedde i mars 1877 på Théâtre des Fantaisies-Parisiennes i Bryssel, där Lecocq hade bott innan han flyttade tillbaka till Paris. Eugène Humbert, teaterdirektör på Fantaisies-Parisiennes, planerade att spela stycket med sitt kompani i London, såsom han hade gjort med tidigare operetter av Lecocq, men planerna gick om intet. Den brittiska premiären gick av stapeln i oktober 1877 på Royalty Theatre i London med Kate Santley som Marjolaine och Lionel Brough som Baronen. Den första amerikanska uppsättningen presenterades på Daly's Theatre i New York, samma månad som Marie Aimées kompani. Operetten sattes upp i Wien 1880 och i Montevideo 1881.

## Kritik och recensioner
I Les Annales du Théâtre et de la Musique ansåg Édouard Noël och Edmond Stoullig att musiken i den första akten var bäst och att de andra två akterna, trots några bra musiknummer, snarare bjöd på förutsägbart material. Musikkritikern i Revue et Gazette musicale de Paris skrev:
Aldrif tidigare har M. Ch. Lecocq givit publiken ett mer välstrukturerat verk, mer lyckosam i melodierna än La Marjolaine. Operettens pajaserier har fått ge vika för en raffinerad, delikat musikstil som mer passar både publiken och musikerna.
Pariskorrespondenten för The Era skrev att Lecocqs stil mer och mer gick mot den sanna opéra comique; han fann librettot mycket underhållande men "kryddat, för att inte säga solkigt, i sin extrema form". Hans Londonkollega, som övervakade den brittiska premiären, fann stycket vågat, men ansåg Lecocqs musik vara underligt ojämn, där den första akten överglänste de två andra. The New York Times tyckte att musiken var livligare än den i La Petite Mariée, och att handlingen och karaktärerna var mer originella. The Pall Mall Gazette intog ett annat synsätt till handlingen och tyckte sig finna ekon av inte bara Cymbeline men även Fra Diavolo, Linda di Chamounix och Le Réveillon, pjäsen på vilken operetten Die Fledermaus byggde på.

## Originaluppsättning
- Palamède, Baron Van der Boom – Jean-François Berthelier
- Annibal de l'Estrapade – Eugène Vauthier
- Frickel – Félix Puget
- Péterschop – M. Caliste
- Borgmästaren – M. Hervier
- D'Escoublac – M. Gaussins
- Schaerbeck – M. Valotte
- Stadsroparen – M. Cailloux
- Alderman – M. Robillot
- Alderman – M. Gisors
- Marjolaine – Jeanne Granier
- Aveline – Mlle. Théol
- Petrus – Mlle. Carli
- Karl – Mlle. Ribe
- Christian – Mlle. Bied
- Robert – Mlle. Dareine
- Christophe – Mlle. Dianie
- Franz – Mlle. Andrée
- Ung flicka – Mlle. Néline
- Gudule – Mlle. Davenay
- Charlotte – Mlle. Dhancourt

## Handling
Flandern på 1500-talet.
Akt 1

Place de la Hôtel-de-Ville, Bryssel

Marjolaine, en enkel bondflicka simple country girl, älskade och var en gång älskad av Frickel, en stilig urmakare. Men då han var borta i tre år för att reparera den gamla klockan i Brygge, tröttnade hon på att vänta och accepterade ett frieri från Palamède, Baron Van der Boom, en rik och gammal ungkarl. Baronen var en gång ledare för ett ökänt gäng som specialiserat sig på att förföra andra mäns kvinnor. Men nu är han till och med oförmögen att förföra sin egen hustru. Den nya baronessan har också en ovanlig livshistoria: innan hon gifte sig hade hon vunnit stadens officiella pris för ärbarhet åtta gånger. Med sin makes support lyckas hon vinna priset igen.
Frickel har återvänt från Brygge och blir förfärad av nyheten att Marjolaine har gift sig. De ökända ungkarlarna anländer. Stadens män blir förfärade; deras hustru har blandade känslor. Annibal, baronens efterföljare som gängledare, blir rasande när han inser att hans forne ledare numera är respektabelt gift, men lovar att inte försöka förföra den nya baronessan. Baronen är inte rädd och utmanar Annibal att försöka. Han slår vad med Annibal att Marjolaine kommer klå upp den som försöker kränka hennes heder.
Akt 2

Baronens slott

Trygg med sin hustrus heder har baronen bjudit in ungkarlarna till sitt slott. Då Annibal blir ensam med Marjolaine tror han först att hans förförelseförsök ska lyckas tills hon ger honom en rungande örfil. Trots detta bakslag ger han inte upp och mutar en tjänare att smuggla in honom i Marjolaines sovgemak i en kista. Därinne ser han hur hon klär av sig och blir tagen av hennes skönhet. Frickel kommer för att varna Marjolaine om ungkarlarnas försök och Annibal tar tillfället i akt. Han puttar in Frickel i ett skåp, låser det och väcker alla i slottet. Marjolaine är komprometterad med en man i sitt rum. Baronen erkänner sig besegrad och överlämnar slottet till Annibal.
Akt 3

En villa i Watermael-Boitsfort, nära Bryssel

Den nu fattige baronen lever ensam med sällskap endast av en död höna vid namn George. Frickel och Marjolaine vandrar land och rike runt och säljer klockor. Baronen begär skilsmässa men upptäcker att han har blivit lurad av Annibal. Han försöker stoppa skilsmässan men lyckas inte. Annibal hoppas att Marjolaine ska välja honom. Till både sin egen och baronens förvåning avvisar hon dem båda och väljer Frickel Hon förklarar att äntligen har hon vunnit det riktiga hederspriset.

## Musiknummer
Akt 1 
- Overture
- Kör – Bourgeoises et bourgeois
- Borgmästarens entrée (Stadsroparen, Borgmästaren) – Mes amis, je vous remercie
- Flickkör – Baissant les yeux modestement
- Couplets (Borgmästaren) – Jeunes filles, selon l'usage
- Couplets (Aveline) – Vois-tu, j'ai le coeur trop sensible
- Rondeau (Marjolaine)– Pendant que vous dormiez encore
- Couplets (Baron) – Dix est un chiffre rond
- Air (Aveline, Frickel, Peterschop) – Ahl comme il était détraqué!
- Duett (Marjolaine, Frickel) – Je ne suis plus la Marjolaine
- Ensemble (Aveline, Peterschop och kör) – Ils sont ici!
- Kör – Nous sommes consternés
- Krigssång (Pojkar, D'Escoublac, Schaerbeck, Annibal) – Il est précis, il est concis
- Presentation (alla) – Permets qu'ici je te présente
- Ensemble (alla) – L'aventure est surprenante
- Kör – Accourons tous, dépêchons-nous
- Final (kör) – Elle a la médaille

Akt 2
- Entr'acte
- Kör (bakom ridån) – Ah! compère, le gai festin I
- Duett (Aveline, Frickel) – Allons! venez çà, la fillette!
- Sång (Maguelonne) – Magu'lonne allant à la fontaine
- Duett (Marjolaine, Annibal) – Monsieur, monsieur, je vous en prie!
- Ensemble (Marjolaine, kör) – Voici l'heure du couvre-feu
- Trio (Marjolaine, Aveline, Annibal) – Je sens se fermer ma paupière
- Couplets (Marjolaine, Frickel) – Un mari semblable mérite
- Couplets (Annibal) – A l'heure où s'unissent tremblants
- Final
  - Kör – Ciel! quel spectacle imprévu
  - Scen och couplets (Marjolaine, Frickel, Baron, Annibal, kör) – Monsieur, comment êtes-vous chez ma femme – Ah! vraiment! mon pauvre mari

Akt 3 
- Entr'acte
- Kör – Le nouveau propriétaire
- Kör av ungdomar – Ohé! ohé! les camarades!
- Couplets (Annibal)– Avril ramène les beaux jours
- Ensemble och couplets (Baron, Pojkar, Schaerbeck, D'Escoublac, Peterschof, Annibal) – C'est mon livret
- Couplets (Aveline) – Il me grondait, il me brusquait
- Couplets (Marjolaine, Frickel) – Coucous! coucous!
- Complaint (Marjolaine) – Ah! plaignez la misère
- Duett (Marjolaine, Annibal) – Et pourtant, quel rêve enchanteur
- Final (Marjolaine, kör) – Avant de nous mettre en ménage